# Howard R. Davies
Howard Raymond Davies (Balsall Heath (Birmingham), 27 juni 1895 – Solihull, januari 1973) was een Brits coureur, ondernemer en oprichter van het motorfietsmerk HRD.
Howard R. Davies werd geboren aan Ladypool Road in Balsall Heath als zoon van Frank en Bertha Davies. Vader Frank werkte als klerk bij een transporteur. Het gezin verhuisde al snel naar Wolverhampton, waar Howard de Wolverhampton Municipal Grammar School bezocht. Hij was een goed zwemmer (specialist op de Amerikaanse crawl), maar zijn andere liefhebberijen waren paardrijden, jagen en hij drumde in zijn eigen band.

## AJS en Clyno
Na zijn schooltijd ging hij in de leer bij de gebroeders Stevens, die in Retreat Street in Wolverhampton hun AJS motorfietsen produceerden. Van Harry Stevens leerde hij motorfietsen te bouwen, maar hij wilde eigenlijk liever racen. Dat had bij AJS geen prioriteit, dus probeerde Howard zich aan te sluiten bij het team van Sunbeam. Tussen Sunbeam en AJS bestond echter een overeenkomst om geen personeel bij elkaar “weg te kapen”. Daarom ging Howard als testrijder voor Clyno werken. Dat was weliswaar nauw verbonden met AJS (Clyno gebruikte inbouwmotoren van AJS en verhuisde ook enkele malen naar voormalige fabrieksgebouwen van AJS), maar had geen afspraken met Sunbeam, waardoor Davies korte tijd later alsnog naar Sunbeam kon verhuizen.

## Sunbeam
In 1914 maakte Howard Davies samen met Tommy de la Hay, Vernon Busby en Charlie Noakes deel uit van het team van Sunbeam. Hij nam met een 6 pk V-twin zijspancombinatie deel aan de Scottish Six Days Trial, een betrouwbaarheidsrit. Op de vierde dag beschadigde hij zijn frame, maar bleef toch nog twee dagen. Dat kostte hem zijn baan bij Sunbeam.
Daarna werkte hij nog enige tijd bij Diamond aan Sedgley Road, maar hij wist zich terug in het Sunbeam team te praten. Dat schreef hem in voor de Senior TT van 1914, waarin hij tweede werd. Het team won de teamprijs, ondanks ziekte van Charlie Noakes. In 1914 boekte Howard Davies nog meer successen in wedstrijden, waaronder de "trial" (toen nog een betrouwbaarheidsrit) van de Coventry and Warwick Club, waar hij de zilveren beker in de zijspanklasse won, maar ook een gouden beker voor de beste prestatie van de dag. Hij woonde intussen met zijn vrouw Maisie en hun gezin in "Darley Dale" aan Crowther Road in Wolverhampton.

## Eerste Wereldoorlog
Aan het begin van de Eerste Wereldoorlog meldde Howard Davies zich bij het leger. Hij diende 12 maanden als motorordonnans bij de Royal Engineers en werd ingezet in Frankrijk. Bij zijn terugkeer in het Verenigd Koninkrijk werd hij officier en geplaatst in Dunstable. Hij verveelde zich in zijn nieuwe functie en liet zich overplaatsten naar het Royal Flying Corps. Op de Military School in Ruislip haalde hij op 29 juli 1916 zijn vliegbrevet en hij werd als luitenant in Frankrijk gestationeerd. Hij diende bij het No. 34 Squadron in Villers-Bretonneux als piloot van een Royal Aircraft Factory R.E.8 verkenningsvliegtuig dat voor artilleriewaarneming werd gebruikt. Hij werd twee keer neergeschoten. De eerste keer wist hij veilig naar zijn basis terug te keren, maar de tweede keer werd hij samen met zijn artilleriewaarnemer, Luitenant J.R. Samuel, krijgsgevangen genomen in Karlsruhe. Howard werd in zijn thuisland vermist gemeld en na enige tijd werd gemeld dat hij was gesneuveld. Er verscheen zelfs een necrologie in "Motor Cycling". Gelukkig voor zijn familie kwam al snel het bericht dat hij nog leefde. Davies was betrokken bij een aantal ontsnappingspogingen, waarbij zelfs een tunnel werd gegraven. Na de oorlog keerde hij terug in Engeland, hij werd gedemobiliseerd in juni 1919.

## AJS
Terug in Wolverhampton ging Davies voor Aston Motor Accessoires werken, waar hij vooral experimenteel werk deed. Daarna vertrok hij naar de A.M.A.C.-carburateurfabriek en hij ging parttime wedstrijden rijden voor AJS. In 1920 werd hij ingeschreven in de Junior (350 cc)- en de Senior (500 cc) TT door AJS. In beide wedstrijden viel hij uit door beschadigde kleppen. Toch werd 1920 een succesvol jaar voor Howard Davies. Hij won een gouden medaille in de Scottish Six Days Trial en reed de snelste tijd in Stile Kop. Bovendien won hij een gouden medaille in de A.C.U. (Auto-Cycle Union) Trial in Darlington en hij brak 14 records, waaronder de vliegende kilometer, de mijl en de hoogste gemiddelde snelheid op Brooklands. Nog voor het einde van het jaar werd hij fulltime Competitions Manager bij AJS. In die rol was hij verantwoordelijk voor de ontwikkeling van het AJS TT Model-racers voor 1921. Die waren beter dan ooit. In de Junior TT werd AJS eerste, tweede, derde, vierde, zesde en achtste, met als winnaar Eric Williams. Howard zelf werd tweede nadat hij in de tweede ronde een lekke band had gehad. De senior race werd gewonnen door Howard Davies, twee minuten vóór Freddie Dixon op een Indian. Bert le Vack werd met Indian derde. In 1921 won Howard zelf nog een gouden medaille in de A.C.U. Six Days Trial, en hij brak nog vier records in Brooklands. In 1922 en 1923 ging het echter weer slecht met de AJS racers, en Howard Davies haalde nooit de finish. In 1923 verliet hij AJS om te gaan werken voor Hutchinson Tyres.

## HRD Motors Ltd.
Nu hij niet meer voor AJS reed kreeg Davies aanbiedingen van andere merken om voor hen te racen. Hij besloot bij de TT van 1924 aan te treden met een OEC. Daar gebruikte men door Claude Temple doorontwikkelde Anzani V-twins, maar ook deze machine ging na drie ronden kapot. Door de vele pechgevallen met racemotoren besloot Davies zijn eigen motorfietsmerk op te richten, H.R.D. (Howard R. Davies). Daarvoor zocht hij samenwerking met E.J. Massey (zie Massey-Arran). Ze wilden een klein aantal kwalitatief hoogstaande modellen produceren, en daarom gebruikten ze ook JAP inbouwmotoren voor de HRD motorfietsen. Dit waren de eerste motorfietsen waarbij een zadeltank werd gebruikt, een innovatie die gevolgen had voor de frameconstructie en de ligging van het zwaartepunt. Alle gebruikte componenten waren van topmerken: behalve de JAP-motoren gebruikte men Burman versnellingsbakken, Druid- en Webb voorvorken en Renold- en Coventry kettingen. HRD startte met vier modellen, maar in de volgende jaren werd het aanbod uitgebreid, en HRD's werden succesvol ingezet in wedstrijden. Toch maakte men nooit winst en hield het bedrijf het slechts iets meer dan drie jaar vol. In januari 1928 werd het verkocht aan Ernest Humphries, een van de eigenaren van OK Supreme. Die verkocht de naamrechten en de goodwill weer door aan Phil Vincent, die het merk voortzette onder de naam HRD. Hieruit ontstond later Vincent-HRD.

## Na HRD Motors
Howard R. Davies nam nog een aantal banen aan in de technische industrie. Zo werkte hij voor Alvis, Meadows Engines en de Swallow Sidecar and Coachbuilding Company (het latere Jaguar Cars). Uiteindelijk had hij weer een eigen bedrijf als handelaar in auto's, motorfietsen en aanverwante artikelen. Hij woonde aan Southbank Road in Kenilworth en uiteindelijk Warwick Road in Chadwick End (Solihull). Na een lange strijd tegen kanker overleed hij thuis in januari 1973. Zijn vrouw Masie stierf enkele dagen later en ze werden samen gecremeerd in het Robin Hood Crematorium in Solihull.

## Isle of Man TT resultaten
| Jaar | Klasse    | Team    | Motorfiets     | Plaats | Winnaar                          |
| ---- | --------- | ------- | -------------- | ------ | -------------------------------- |
| 1914 | Senior TT | Sunbeam | Sunbeam        | 2e     | Cyril Pullin, Rudge              |
| 1920 | Junior TT | AJS     | AJS TT Model   | DNF    | Cyril Williams, AJS TT Model     |
| 1920 | Senior TT | AJS     | AJS TT Model   | DNF    | Tommy de la Hay, Sunbeam         |
| 1921 | Junior TT | AJS     | AJS TT Model   | 2e     | Eric Williams, AJS TT Model      |
| 1921 | Senior TT | AJS     | AJS TT Model   | 1e     | Howard R. Davies, AJS TT Model   |
| 1922 | Junior TT | AJS     | AJS TT Model   | DNF    | Tom Sheard, AJS TT Model         |
| 1922 | Senior TT | AJS     | AJS TT Model   | DNF    | Alec Bennett, Sunbeam            |
| 1924 | Junior TT | Privé   | OEC-Blackburne | DNF    | Kenneth Twemlow, New Imperial    |
| 1924 | Senior TT | Privé   | OEC-Blackburne | DNF    | Alec Bennett, Norton             |
| 1925 | Junior TT | HRD     | HRD            | 2e     | Wal Handley, Rex ACME-Blackburne |
| 1925 | Senior TT | HRD     | HRD            | 1e     | Howard R. Davies, HRD            |
| 1926 | Senior TT | HRD     | HRD            | DNF    | Stanley Woods, Norton            |
| 1927 | Senior TT | HRD     | HRD            | DNF    | Alec Bennett, Norton CS1         |